# 居留地警察
居留地警察（きょりゅうちけいさつ）とは、条約改正前の日本の外国人居留地に置かれた警察。中国における租界警察に相当する。1899年に条約改正が成立したことにより廃止された。
幕末の遠国奉行や明治の府県警察部の管轄下にある居留地警察（築地居留地・横浜居留地・長崎居留地）と、居留地の自治組織によって設置され、日本の内務省が全く関知しない居留地警察（川口居留地・神戸外国人居留地）の二通りの警察組織が存在する。

## 築地居留地
江戸幕府が外国人警護のために設けた別手組が築地居留地の警備を行った。1872年に別手組は廃止されて、東京府（後に警視庁）が警備を担当することになった。

## 横浜居留地
1860年、神奈川奉行の管轄下に「居留地見廻役」が置かれた。しかし言語等で意思の疎通を欠いていたため、1864年に幕府は英・米・仏・蘭の四カ国と協定を結び、居留地の自治組織である「居留地会」が警察を設置することになった。しかし、警察を運営する資金調達に難航したことから、居留地会は神奈川奉行に警察権を返上した。神奈川奉行は「居留地見廻役」を再設置し、居留地在住の外国人を長官に任命した。
明治維新後もしばらくはこの体制が続いた。1871年時点での居留地見廻役の職員は、外国人20人（うち清国人が7人）、日本人41人の陣容であった。1871年11月に居留地見廻役は廃止され、神奈川県警察部に専門の部署が設けられた。

## 長崎居留地
1860年に長崎奉行と各国領事によって定められた「外国人居留地地所規則」に基づき、居留地の自治組織が警察を設置することになった。1875年に英米領事の対立により「外国人居留地地所規則」が実質上無効となり、長崎県は中央政府に外国人警官の採用を打診したが否決された。1878年に各国領事連名による請願でやっと認可がおりたが、財源は国費でなく、県下の酒屋税があてられた。長崎居留地は次第に衰退し警察の維持が難しくなったため、1879年に長崎県警察部に警察権を返上した。長崎県警察部では、1899年まで外国人警察官が在籍していた。
最初の外国人警官は英国人のピーター・ドールで、1879年から1895年まで在職した。ドールは母国で警察官、横浜でイギリス公使の警護の経験を持ち、滞日も13年に及んでいた。ドールが没した1895年に、米国ボストン生まれのジョン・J・オブライエンが採用され、梅香崎警察署に配属された。オブライエンはアメリカ海軍を経て捕鯨船員となり、1893年に来日、横浜居留地で事務員などをしていた。長崎居留地は外国人船員にとって酒飲みの天国として知られており、喧嘩や衝突も多く、オブライエンは在職中に柔術を習得し、1900年の帰国後は米国の大学や警察で柔術を指導、1902年からはルーズベルト大統領にも指南し、米国における柔術ブームの担い手となった。

## 川口居留地
居留地設置直後は、後に大阪府警察部の警察官となる「浪華隊」や「取締番卒」が居留地の警備を行っていた。ところが、居留地の自治組織である「行事局」が、1873年に「居留地取締掛員」という行事局独自の警察を設けた。続いて1875年には「ミュニシパル警察規則」を制定し、以降、日本側警察官の立入が制限された。

## 神戸外国人居留地
居留地設置直後は、日本側の「外国掛捕亡役」「居留地廻方」と居留地の自治組織である「行事局」が設置する「居留地取締掛」が並立していた。しかし、1871年に「外国掛捕亡役」「居留地廻方」が廃止となり、「居留地取締掛」が単独で居留地の警察を専管することとなった。1894年時点での居留地取締掛の職員は、外国人4人、日本人13人の陣容であった。